# Hermann von Rex (General, 1821)

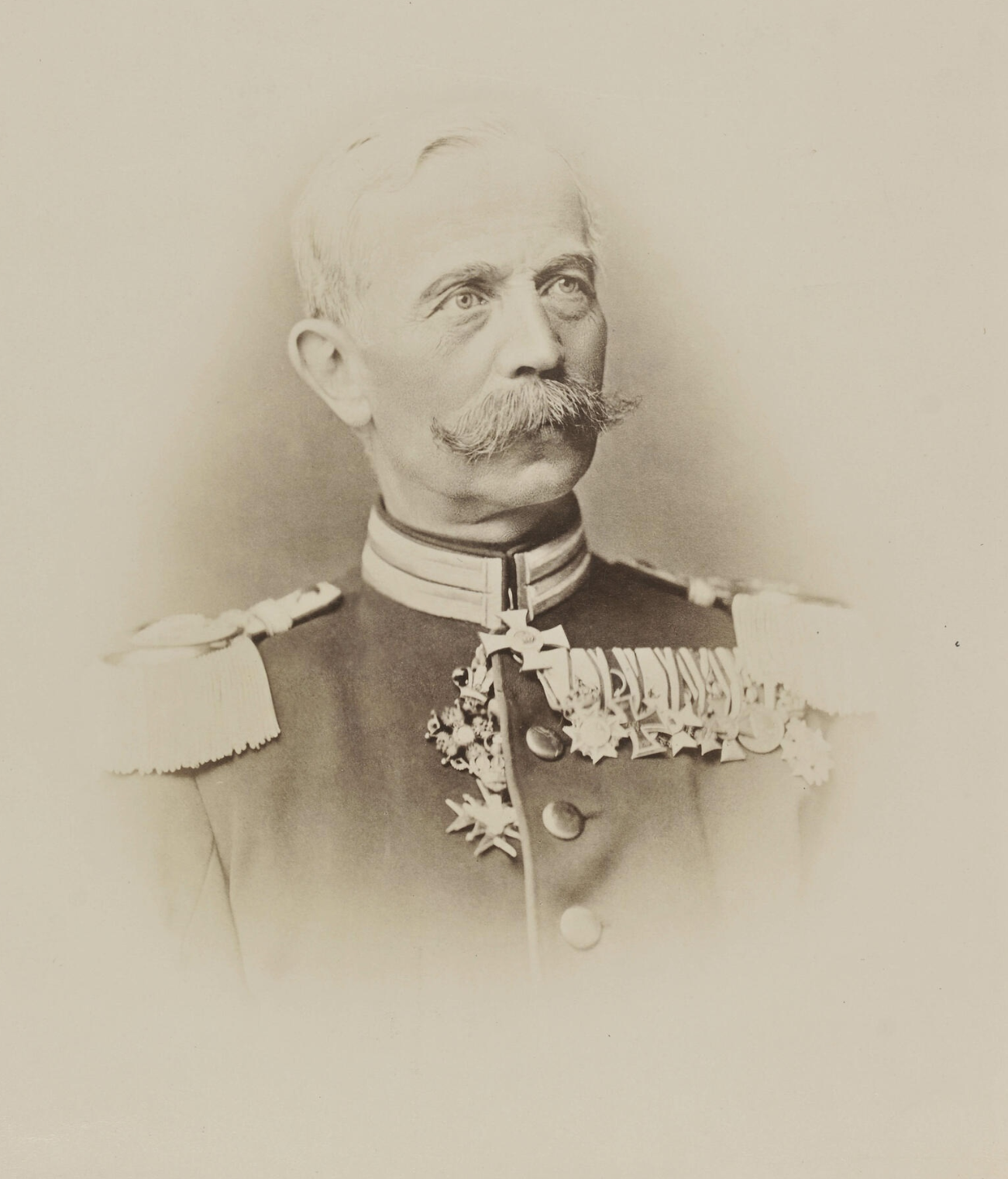
Hermann Ernst von Rex

Hermann Ernst von Rex (* 12. September 1821 in Lautitz; † 29. August 1901 in Schandau) war ein sächsischer Generalleutnant.

## Leben

### Herkunft
Hermann war ein Sohn des Landesältesten der Oberlausitz Ernst Karl von Rex (1777–1833) und dessen zweiter Ehefrau Luise, geborene Rodewitz (1789–1858). Er hatte noch neun Geschwister.

### Militärkarriere
Nach dem Besuch des Kadettenhauses in Dresden wurde Rex als Portepeefähnrich dem Infanterie-Regiment „Prinz Maximilian“ der sächsischen Armee überwiesen. Unter Beförderung zum Leutnant erfolgte am 20. Dezember 1840 seine Versetzung nach Zwickau in das Infanterie-Regiment „Prinz Georg“ und im Jahr darauf wurde er zur Garde-Division nach Dresden versetzt. Mit der Auflösung dieser Division wurde Rex 1848 zur Brigade „Kronprinz“ versetzt und avancierte 1849 unter gleichzeitiger Zuteilung zur Leib-Infanterie-Brigade zum Oberleutnant. Als solcher nahm er an der Niederschlagung des Dresdner Maiaufstandes teil und für sein Wirken zeichnete ihn König Friedrich August II. am 27. Mai 1849 mit dem Ritterkreuz des Militär-St.-Heinrichs-Ordens aus.
Nach der Demobilisierung wurde Rex 1850 zum Adjutanten des 15. Infanterie-Bataillons ernannt. 1856 rückte er zum Hauptmann und Kompaniechef im 14. Infanterie-Bataillon auf. Zu Beginn des Krieges gegen Preußen wurde er 1866 Major und war während des Feldzuges Kommandant des Hauptquartiers des Kronprinzen Albert. Nach seiner Rückkehr in die Heimat war Rex kurzzeitig dem Gouverneur von Dresden, dem preußischen General der Infanterie von Bonin zugeteilt, bis er zum 1. April 1869 zum Flügeladjutanten des Königs ernannt und in dieser Stellung zum Oberstleutnant befördert wurde. Bei der Mobilmachung anlässlich des Krieges gegen Frankreich erhielt Rex zunächst das Kommando über das Ersatz-Bataillon des
1. (Leib-)Grenadier-Regiments Nr. 100. Am 19. August 1870 wurde er zum Kommandeur des mobilen Regiments ernannt, bei dem er am 22. September 1870 eintraf. Sein Verband lag zu diesem Zeitpunkt vor Paris. Bei einem Überfall durch Einheiten des Generals Briand in der Nacht vom 29. zum 30. November 1870 musste Rex Verluste von sechs Offizieren, 153 Mann sowie einem Geschütz hinnehmen.
Ausgezeichnet mit dem Eisernen Kreuz II. Klasse kehrte Rex nach dem Krieg in die Garnison nach Dresden zurück und wurde am 31. Mai 1875 mit der Führung der 4. Infanterie-Brigade Nr. 48 in Leipzig beauftragt. Unter Beförderung zum Generalmajor wurde er am 11. September 1875 Kommandeur dieses Großverbandes und in dieser Eigenschaft mit dem Kronen-Orden II. Klasse mit Stern ausgezeichnet. In Genehmigung seines Abschiedsgesuches trat er am 20. März 1878 in den Ruhestand und erhielt am 20. April 1900 noch den Charakter als Generalleutnant.

### Familie
Rex hatte sich am 28. Oktober 1850 in Dresden mit Klothilde Edle von der Planitz (* 1826) verheiratet. Aus der Ehe gingen folgende Kinder hervor:
- Ella (* 1861) ⚭ Anton von Holleben genannt von Normann (1854–1926), sächsischer Generalleutnant
- Klothilde (* 1865) ⚭ Ernst von Seydewitz (1852–1929), sächsischer Finanzminister
- Adolf (* 1868)